# Гранит Фолс (Вашингтон)
Гранит Фолс (енгл. Granite Falls) град је у америчкој савезној држави Вашингтон. По попису становништва из 2010. у њему је живело 3.364 становника.

## Демографија
Према попису становништва из 2010. у граду је живело 3.364 становника, што је 1.017 (43,3%) становника више него 2000. године.
| Група             | 2000.         | 2010.         |
| Белци             | 2.053 (87,5%) | 2.824 (83,9%) |
| Афроамериканци    | 16 (0,7%)     | 25 (0,7%)     |
| Азијати           | 36 (1,5%)     | 49 (1,5%)     |
| Хиспаноамериканци | 154 (6,6%)    | 253 (7,5%)    |
| Укупно            | 2.347         | 3.364         |